# Georgi Rajkow
Georgi Petkow Rajkow (Георги Петков Райков; ur. 18 października 1953 w Sofii, zm. 12 sierpnia 2006 w Kopriwszticy) – bułgarski zapaśnik walczący w stylu klasycznym. Złoty medalista olimpijski z Moskwy 1980 w kategorii do 100 kg.
Do jego osiągnięć należą także trzy medale mistrzostw świata: dwa srebrne (1978, 1979) i brązowy (1977). Ma w swoim dorobku również cztery medale mistrzostw Europy: dwa złote (1975, 1980 i dwa srebrne (1977 i 1978).
- Turniej w Moskwie 1980

Wygrał z Tamásem Gásparem z Węgier, Czechosłowakiem Oldřichem Dvořákiem, Vasile Andrei z Rumunii i w finale z Romanem Bierłą.